# Banco del Mutuo Soccorso
«Банко дель мутуо сокорсо» (італ. Banco del Mutuo Soccorso, тобто Банк взаємодопомоги) — італійський гурт напрямку прогресивний рок, заснований 1969 року у Римі братами Вітторіо (Vittorio) і Жанні Ноченці (Gianni Nocenzi). Опублікував 25 альбомів, серед яких 18 студійних, 2 концертних та 5 збірок.
Найбільшою популярністю гурт втішався у 1970-ті роки, однак продовжував виступи і в 1990-х — 2000-х роках. У 1980-х роках гурт еволюціонував у бік легшої музики, Жанні Ноченці покинув гурт для сольної кар'єри. У 1990-х гурт виконував свій матеріал 1970-х, причому виключно засобами акустичних інструментів.

## Дискографія
| - 1972 : Banco del Mutuo Soccorso - 1972 : Darwin - 1973 : Io Sono Nato Libero - 1975 : Banco (ou Banco IV) - 1976 : Garofano Rosso - 1976 : Come in un'Ultima Cena - 1976 : As in a Last Supper - 1978 : …Di Terra - 1979 : Canto di Primavera - 1979 : Capolinea (live) - 1980 : Urgentissimo - 1981 : Buone Notizie | - 1983 : Banco - 1985 : …E Via' - 1989 : Donna Plautilla (compilation d'inédits) - 1991 : Da Qui Messere Si Domina la Valle (réédition des deux premiers albums) - 1993 : La Storia (compilation) - 1993 : I Grandi Successi (compilation) - 1994 : Il 13'" - 1996 : Le Origini (compilation) - 1996 : Antologia (compilation) - 1997 : Nudo - 2003 : No Palco (live) |